# Dulwich Old College War Memorial
 (novembre 2020).

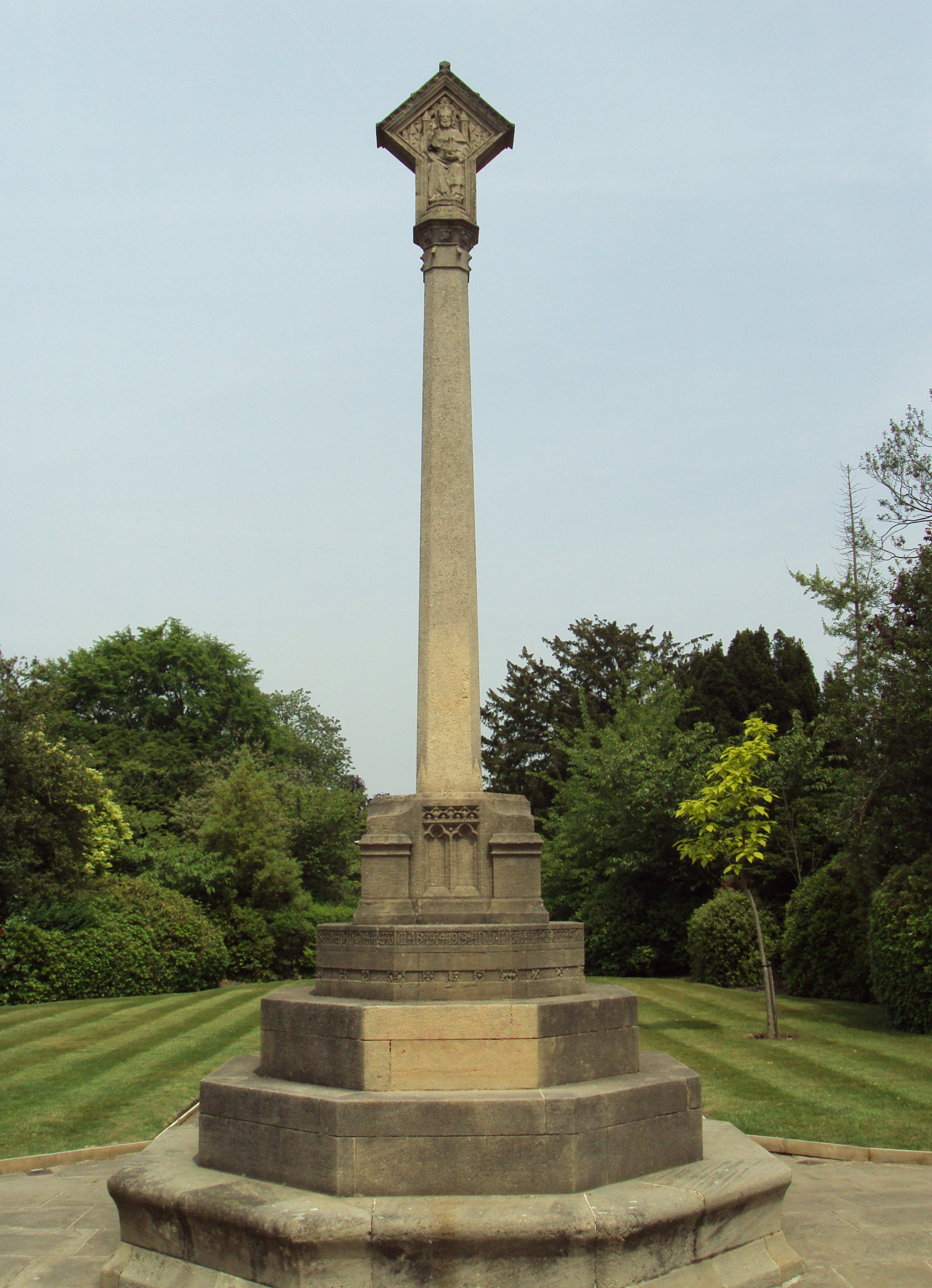
Dulwich Old College War Memorial en 2010

Le Dulwich Old College War Memorial est situé sur le parvis du Dulwich Old College sur College Road à Dulwich dans le quartier londonien de Southwark. Il commémore les anciens élèves du collège décédés lors de la Première Guerre mondiale entre 1914 et 1919  . Le mémorial est fait de pierre de Hopton Wood et a été conçu par William Douglas Caröe. Il a été dévoilé en 1921.  Il est inscrit au grade II sur la liste du patrimoine national de l'Angleterre depuis mai 2010. La liste du patrimoine place le mémorial dans une «relation visuelle et contextuelle» avec le bâtiment Old College classé Grade II et les portes d'entrée et les piliers du Old College, également classé Grade II.   

## Description
Le mémorial a la forme d'un grand arbre effilé en pierre de Hopton Wood, surmonté d'un entablement en diamant qui porte des images sculptées du Christ-Roi sur les côtés nord et sud. 
Le piédestal repose sur un socle octogonal à quatre niveaux. Le niveau supérieur est décoré de motifs floraux et entouré d'une inscription en lettres en relief.
Des panneaux de chêne sur le mur sud de la chapelle du Christ dans le bâtiment Old College enregistrent les noms des morts.

## Voir également
- Mémorial de la guerre du Dulwich College